# Östfrisiska
Östfrisiska, eget namn saterfriesisch, är den östra grenen av den frisiska språkfamiljen. Östfrisiskan är numera nästan utdöd. Endast i den nordvästtyska kommunen Saterland i distriktet Cloppenburg talas i dag en östfrisisk dialekt, saterfrisiska. Saterfrisiska skyddas numera genom Europarådets stadga om landsdels- eller minoritetsspråk. 
Östfrisiska ska inte förväxlas med den varietet av plattyska, Ostfriesisch Platt, som numera talas i det tyska landskapet Ostfriesland vid sidan av standardtyska. 
Språket skrivs med latinska alfabetet.

## Historia
Tillsammans med västfrisiska och nordfrisiska bildar östfrisiskan den frisiska språkgruppen. De tre frisiska språken härstammar från gammelfrisiskan men har under århundradenas lopp utvecklats i olika riktningar. Östfrisiskan delades in i två grenar: Emsfrisiska som talades i östra Ostfriesland och runt den nederländska staden Groningen och Weserfrisiska som talades i västra Ostfriesland och Butjadingen. 
Redan på 1400- och 1500-talen började östfrisiskan ersättas av plattyska och nederländska. Runt 1700 talades östfrisiska antagligen endast av ett fåtal personer i nordöstra delen av den ostfrisiska halvön.

## Östfrisiska på Wangerooge och i Saterland
Två undantag från östfrisiskans försvinnande var området Saterland (Emsfrisiska) och ön Wangerooge (Weserfrisiska ) i Oldenburger Land. Östfrisiskan på Wangerooge dog ut i samband med att befolkningen fick evakueras till Varel i samband med stormfloder år 1854. Den siste talaren av Wangeroogfrisiskan dog 1950 i Varel. I Saterland talas i dag saterfrisiska av cirka 2.000 personer.  